# نویبوکو
شهر نویبوکو (به آلمانی: Neubukow) در ایالت مکلنبورگ-فورپومن در کشور آلمان واقع شده‌است.